# Adolf Kellner
Adolf Kellner (* 21. Mai 1897 in Rumburg, Österreich-Ungarn; † 14. Mai 1945) war ein sudetendeutscher Politiker in der Tschechoslowakei.

## Leben
Kellner wurde als Sohn des praktischen Arztes Dr. Adolf Kellner und seiner Frau Franziska Karolina, genannt Fanny, geborene Häussler in Rumburg Hausnummer 131 geboren. Am 7. Juni 1897 wurde er in der Stadt- und Dekanatskirche zum Heiligen Apostel Bartholomäus auf den Namen Adolf Josef Cornel römisch-katholisch getauft. Er besuchte dort die Mittelschule und wurde nach der Matura 1915 zum Militärdienst im Ersten Weltkrieg eingezogen. Als Oberjäger des k.u.k. 1. Regiment der Tiroler Kaiserjäger war er der 4. Kompanie des Sturmbataillons der k.u.k. 11. Armee zugeteilt und wurde Ende 1917 schwer verwundet.
Ende 1919 erlebte er in Hamburg als Handelsschüler den Sülzeaufstand. 1920 wurde er in München Redakteur der Innsbrucker Tageszeitung Alpenland und übersiedelte 1921 nach Innsbruck. Kellner beteiligte sich an der Organisation der Abstimmungen über den Anschluss Deutsch-Österreichs an das Deutsche Reich in den Bundesländern Tirol und Salzburg. 1922 wurde er an der Universität Innsbruck als Jurist promoviert. 1923 studierte er Jura an der Deutschen Universität Prag und ging in der Tschechoslowakei in den juristischen Vorbereitungsdienst. Seit dem Studium gehörte er der Innsbrucker akademischen Burschenschaft Suevia an. Kellner erhielt 1929 die Anwaltszulassung in Trautenau.
Kellner war bis 1929 Mitglied der Deutschen Nationalpartei (DNP) und trat 1932 der Deutschen Nationalsozialistischen Arbeiterpartei (DNSAP) bei. Nach deren Verbot am 4. Oktober 1933 wurde er Mitglied Nr. 1219 der Sudetendeutschen Heimatfront (SHF) und war bis Frühjahr 1935 deren Kreisleiter in Trautenau. Kellner gehörte nach der Auflösung der DNSAP seit 1933 zu den führenden Politikern der Sudetendeutschen Partei (SdP); er wurde 1935 Abgeordneter der SdP im Tschechoslowakischen Abgeordnetenhaus. Die SdP-Abgeordneten vertraten im Prager Parlament lautstark und vehement ‚die deutsche Sache‘ und trugen so zur Spaltung der Bevölkerung tatkräftig bei (anti- oder nichtaktivistisch). Im Jahr 1936 stellte Dr. Kellner als Abgeordneter im Parlament wiederholt sog. Interpellationen, in denen er Missstände zwischen tschechischen Behörden und dem Militär bzw. einzelnen Soldaten und der deutschen Bevölkerung anprangerte: Interpellation der Abg. Dr. Adolf Kellner und Hubert H. Birke an den Nationalverteidigungsminister wegen militärischer Exzesse in Trautenau, begangen am 18. Oktober 1936, gegen 21:30 Uhr. Weitere Interpellationen folgten, so auch an die Prager Regierung die Klage bzw. Anfrage, die darauf abzielte, dass auch dem Deutsch-(völkisch)en Turnverein (DTV) von offizieller Seite her bei öffentlichen Anlässen wie dem Nationalfeiertag Respekt gezeigt werden sollte. (Praha/Prag, den 23. November 1936. Unterzeichner: Dr. Kellner, weitere Unterzeichner: Nickerl, Oberlik, Dr. Rösche, Axmann, Dr. Zippelius (Pg. Friedrich/Fritz Zippelius, späterer RP von Troppau, SS-Standartenführer), Hollube, Fischer, Stangl, Illing, Wollner, Sandner, Dr. Eichholz, Dr. Hodina, Ing. Künzel, May, Ing. Peschka, Jäkel, Dr. Peters, Ing. Lischka, Ing. Schreiber, Kundt).
Gegen Ende der Sudetenkrise war er Ende September 1938 inhaftiert. Kellner schied im Oktober 1938 nach der Unterzeichnung des Münchner Abkommens aus dem Parlament aus und wurde einer von neun Justizjuristen am neugeschaffenen Landgericht Trautenau.
Adolf Kellner wurde am 11. Oktober 1938 zunächst noch Trautenauer Kreisleiter h. c., im Anschluss Leitender Regierungsdirektor in der Reichenberger Behörde des Gauleiters und Reichsstatthalters Konrad Henlein und innerhalb der staatlichen Verwaltung des Reichsgau Sudetenland der Verwaltungs-Abteilung I Leiter der Abteilung für allgemeine, innere und kulturelle Angelegenheiten sowie Leiter der Unterabteilung für Personalangelegenheiten. Nebenberuflich Vorsitzender der Bürgerlichen Brauerei Trautenau und 1939 und 1940 Beigeordneter und Stadtrat in Trautenau. Am 11. Januar 1939 hatte er die Aufnahme in die NSDAP beantragt und wurde rückwirkend zum 1. November 1938 aufgenommen (Mitgliedsnummer 6.487.752).
Kellner wurde im Deutschen Reich SS-Mitglied – Beitritt am 1. November 1938 (SS-Nummer 310.450) –, Beförderung zum SS-Sturmbannführer, Mitarbeiter des SD Reichenberg/Liberec.
Kellner beging nach Kriegsende am 14. Mai 1945 möglicherweise in Trautenau Suizid.
Als Advokat-Konzipient verheiratete sich Kellner am 8. Dezember 1928 in Trautenau mit Johanna Therese Hedwig Meyer, Tochter eines Chefarztes. Im März 1933 konvertierte er zur evangelischen Kirche.